# Koninklijke Nederlandsche Studenten Roeibond
De Koninklijke Nederlandsche Studenten Roei Bond, kortweg K.N.S.R.B., is een Nederlandse roeibond. De bond is in 1883 als Nederlandschen Studentenroeibond (N.S.R.B.) opgericht voor het organiseren van de Varsity; een roeiwedstrijd tussen de studentenroeiverenigingen Njord, Laga en Triton. In het bestuur van de N.S.R.B. zaten bestuurders van deze drie verenigingen. In de jaren daarna traden ook Nereus en Aegir toe tot de K.N.S.R.B. Samen organiseerden zij tot aan 1940 ieder jaar een wedstrijd.

## Geschiedenis
In de Tweede Wereldoorlog werden de vijf aangesloten roeiverenigingen gesloten. Sommige leden van de verenigingen traden toe tot het verzet. Bekende voorbeelden van leden die in het verzet actief werden zijn Erik Hazelhoff Roelfzema en Ernst de Jonge. De laatste was een van de leden van de aangesloten verenigingen die om het leven kwamen bij hun illegale arbeid. Mede door de verdienste van deze mensen is na de oorlog het predicaat Koninklijk aan de vereniging verleend.
In de jaren 60 veranderde de positie van de K.N.S.R.B. toen de roeionderverenigingen los kwamen te staan van de studentencorpera. Er ontstonden in die tijd ook studentenroeiverenigingen die niet aan een corps waren gelieerd. Deze laatsten werden niet als lid van de K.N.S.R.B. toegelaten.
Deze verenigingen zijn wel aangesloten bij de Nederlandse Studenten Roeifederatie (N.S.R.F.), welke mede voor dit doel door de K.N.S.R.B. is opgericht. Ook de bij de bond aangesloten verenigingen zijn ook lid van de N.S.R.F.
De K.N.S.R.B. richt zich primair op de organisatie van de Varsity. Daarnaast wordt voor alle roeiverenigingen in Nederland het Sprintklassement georganiseerd en wordt er een uitzending naar het buitenland gefaciliteerd. Tevens vervult de K.N.S.R.B. een rol als sportbond c.q. overlegorgaan voor de zeven aangesloten verenigingen. Sinds 2011 is de bond medeorganisator van een boord-aan-boordwedstrijd voor verenigingsachten op de rivier De Amstel: de Amstelbeker, samen met de KARZV De Hoop.

## De Varsity
In 1874 werd in Leiden de eerste studentenroeivereniging van Nederland, Njord, opgericht en in 1876 volgde in Delft met 'Laga'. In 1878 werd op voorstel van het Leidse Njord de eerste studentenroeiwedstrijd gehouden, genaamd de Varsity. Op het Galgewater werd tegen Laga de eerste race met een lengte van 3200 meter verroeid. Deze eerste Varsity eindigde in een overwinning voor de studenten uit Delft. De initiatiefnemers hadden voor ogen een jaarlijks weerkerend festijn te organiseren, naar voorbeeld van de al jarenlange bestaande race tussen de roeiploegen van Oxford en Cambridge op de Theems in Londen. Het roeien geschiedde niet in een lange rechte baan: er waren twee keerboeien in de baan gelegd. De boten waren destijds 'inrigged', een type boot dat wel overeenkomst vertoont met vissersbootjes. De bankjes konden niet glijden, ze zaten vast.
De volgende Varsity werd in 1880 gevaren, weer op het Galgewater in Leiden en tevens tussen Njord en Laga. Beide ploegen voeren in nieuwe boten, ditmaal met glijbankjes. De geschiedenis wil dat Leiden zijn bankjes had vastgezet omdat de roeiers volgens hun coach dan beter roeiden. Het hielp niet, Delft won weer. Inmiddels was in Utrecht de vereniging Triton geboren en dus deden er in 1882 drie ploegen mee aan de Varsity. Het roeiwater was wederom te Leiden en ditmaal won Njord.
Nadat R.S.V.U. Okeanos de Varsity (met de oude vier) had gewonnen in 1989, werd gevraagd of Okeanos lid wilde worden van de K.N.S.R.B. Okeanos weigerde, omdat het nooit excuses kreeg van de corporale studentenroeiverenigingen voor de uit de hand gelopen 'kroegjool' aansluitend aan de overwinning van hun Oude Vier op de Varsity. Hierbij werd de locatie in brand gestoken en raakten politieagenten gewond.

## Leden K.N.S.R.B.[1]
- K.S.R.V. "Njord", uit Leiden
- D.S.R.V "Laga", uit Delft
- U.S.R. "Triton", uit Utrecht
- A.S.R. "Nereus", uit Amsterdam
- G.S.R. "Aegir", uit Groningen
- W.S.R. "Argo", uit Wageningen
- A.R.S.R. "Skadi", uit Rotterdam